# Heinkel He 114
«Гейнкель» He 114 (нім. Heinkel He 114) — німецький одномоторний двомісний біплан-поплавковий гідролітак розробки компанії Heinkel для заміни He 60, що перебував на озброєнні Люфтваффе за часів Другої світової війни. Використовувався переважно в ролі розвідувального літака.

## Історія
Влітку 1935 року Технічний департамент Імперського міністерства авіації направив вимоги фірмі Hamburger Fluezuegbau для розробки одномоторного двопоплавкового багатоцільового гідролітака, що мав замінити He 60. Після прийняття проєкту літак отримав позначення Hе 114.
Навесні 1936 роки пройшли перші льотні і морські випробування перших прототипів, які не виправдали очікувань замовника: за якісними характеристиками літак лише незначно перевищував He 60, а гідродинамічні характеристики літака виявилися незадовільними через нестійкість поплавців, швидкість і дальність польоту також залишали бажати кращого.
Однак експерименти зі зміною форми поплавців змогли забезпечити стійкості при розбігу і зльоті тільки на спокійній воді, а посадка при сильному хвилюванні приводила до аварії, що зажадало зміни конструкції кіля.
Також з'ясувалося, що конструкція фюзеляжу недостатньо міцна для катапультного запуску літака-розвідника з палуби корабля, що виключало його використання за основним призначенням, у зв'язку з чим довелося заново проводити розрахунки і побудувати новий прототип з посиленим фюзеляжем. Офіційні випробування в Травемюнде дали такі погані результати, що Технічний департамент був змушений видати нове завдання «Арадо» і «Фокке-Вульф»: побоювалися, що «Гейнкель» не зможе виправити недоліки літака. Однак, наприкінці 1936 року був випущений Не 114-V5 з двигуном BMW-132Dc.
У 1935 році фірмою Heinkel Flugzeugwerke було побудовано 5 прототипів і 10 передсерійних літаків. До 1941 року було побудовано ще 98 літаків, які випустила фірма Weser Flugzeugbau.
У Люфтваффе практично всі He 114А-1 використовувалися в ролі навчальних. 1938 році почалися поставки He 114А-2 у стройові частини. Першим їх отримав загін 1 ./Ku.FI.Gr. 506, але вже наприкінці року його знову переозброїли на старі He 60С, а He 114А-2 повернули на завод «Везер». У квітні 1941 року ці машини повернули на службу, ними укомплектували 1-й і 2-й загони групи SAGr.125. Протягом 1941—1942 років у складі цієї групи He 114А-2 брали участь у бойових діях на Балтиці. З листопада 1941 року і до початку 1943 році декілька He 114А-2 зі штабної ланки SAGr.125 базувалися в Румунії, звідкіля залучалися до патрулювання Чорного моря.
У 1940—1941 роках літаки He 114 застосовувалися на допоміжних крейсерах «Атлантіс», «Віддер» і «Пінгвін», а також на лінкорі «Гнейзенау» під час їхніх рейдерських походів.
Heinkel He 114 постачався на експорт до збройних сил деяких країн. Так, у Повітряних силах Швеції літаки He 114B-1 отримали позначення S9. У складі флотилії F2 вони експлуатувалися як розвідники до осені 1945 року, коли 6 уцілілих машин переобладнали на буксирувальники мішеней, і прослужили в цій ролі до 1949 року.
1943 році 12 одиниць He 114A-2 поставили Іспанії, де вони застосовувалися до жовтня 1952 як патрульні і навчальні літаки.
Румунський уряд також замовив 12 Не 114B-2 і ще 12 літаків з двома синхронними кулеметами MG 17 для морської авіації румунського флоту та Повітряних сил. Літаки, перероблені з Не 114A-2 за румунськими вимогами, отримали позначення Не 114C-1. Але перш ніж їх поставили румунам, Люфтваффе незадовго до вторгнення в Радянський Союз включило їх у 1./SAGr.125. Вони використовувалися разом з Не 60 уздовж балтійського узбережжя і у Фінській затоці. До кінця року Не 114C-1 передали Румунії. Вони служили на Чорному морі у складі 101-ї і 102-ї ескадрилей берегової розвідки, поки наприкінці 1943 року їх не замінили на Ar 196A-3.
Останні 8 літаків Heinkel He 114, захоплених радянськими військами і переданих проголошеної 30 грудня 1947 року Румунської Народної Республіки, перебували в експлуатації до 1 травня 1960 року.

## Модифікації

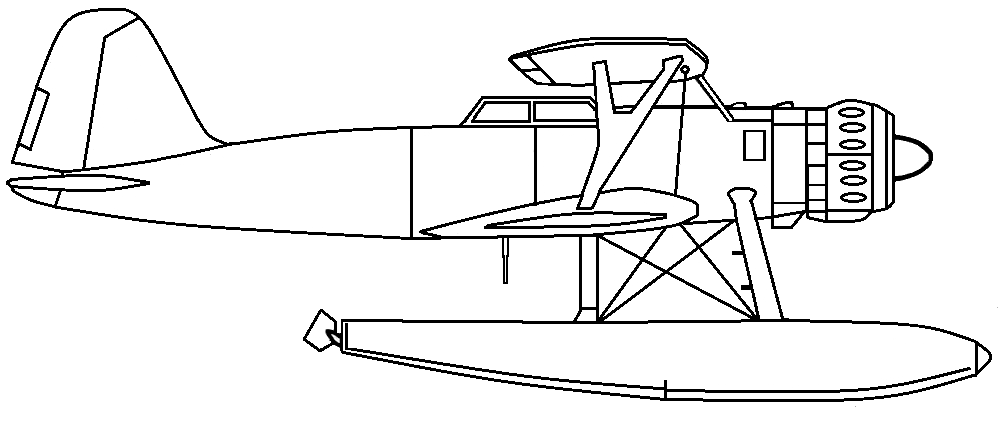
Схема літака «Гейнкель» He 114

- He 114A-0 — 10 одиниць передсерійного виробництва, оснащених двигуном BMW 132Dc, потужністю 880 к.с.
- He 114A-1 — версія навчально-тренувального літака, оснащеного двигуном BMW 132Dc, потужністю 880 к.с. Побудовано 33 од.
- He 114A-2 — основна виробнича версія літака для базування на кораблях
- He 114B-1 — експортна версія He 114A-2 для Швеції. 12 екземплярів
- He 114B-2 — експортна версія He 114A-2 для Румунії. 6 од.
- He 114B-3 — експортна версія для Румунії. 12 екземплярів
- He 114C-1 — розвідувальний біплан для Люфтваффе. 14 од.
- He 114C-2 — неозброєний літак для рейдерів Крігсмаріне; 4 од.

## Літаки, схожі за ТТХ та часом застосування
- Fairey Seafox
- CANT Z.506
- IMAM Ro.43
- Fokker C.XI-W
- Fokker T.VIII
- Heinkel He 59
- Heinkel He 115
- Marinens Flyvebaatfabrikk/Hover M.F.11
- Northrop N-3PB
- Vought OS2U Kingfisher
- VL Sääski
- Latécoère 298
- Lioré et Olivier LeO H-43
- Rogožarski SIM-XIV-H
- Kawanishi E7K
- Mitsubishi F1M